# Бондопаддхай, Маник
Маник Бондопаддхай (при рождении — Прободх Кумар, бенг. মানিক বন্দ্যোপাধ্যায়; англ. Prabodh Kumar Bandyopadhyay; 6 августа 1908, Бенгальское президентство, Британская Индия — 3 июля 1956, Калькутта) — бенгальский и индийский писатель
, поэт, эссеист, сценарист, переводчик. Писал на бенгальском языке.
Сосчитается одной из главных фигур бенгальской литературы XX века.
С 1945 года — член Всеиндийской ассоциации прогрессивных писателей. За 48 лет своей жизни и 28 лет литературной карьеры, борясь с эпилепсией с 28 лет и постоянными финансовыми трудностями, создал несколько замечательных романов и рассказов, а также несколько стихов, эссе и т. д.
Автор 40 романов, около 200 рассказов. В ранних сочинениях рисовал жизнь мелкобуржуазных кругов: сборник рассказов «Тётушка Отоши»(1935), роман «Марионетки» (1936). Темы рассказов — голод в Бенгалии, борьба крестьян за свои права (сборники «Подделка», 1944; «Сегодня и позавчера», 1946).
Выступал за дружбу индусов и мусульман (сборники «Грошовая оплата», 1948; «Большое и малое», 1948). В последних произведениях обращается к новым героям — рабочим и крестьянам: сборник рассказов «Ситуация» (1946), романы «Дороже золота» (1951), «Бок о бок» (1952), «Жёлтая река и зелёный лес» (1956).